# Curt Gallenkamp
Curt Gallenkamp (* 17. Februar 1890 in Wesel; † 13. April 1958 in Wiesbaden) war ein deutscher General der Artillerie im Zweiten Weltkrieg.

## Leben

### Militärlaufbahn
Gallenkamp trat ab 11. März 1909 als Fahnenjunker in das 1. Westfälische Feldartillerie-Regiment Nr. 7 (Prinzessin Carl von Preußen) ein. Am 1. Oktober 1913 folgte seine Versetzung in das 1. Ober-Elsässische Feldartillerie-Regiment Nr. 15. Dort verwendete man ihn ab 1. April 1914 als Adjutant der reitenden Abteilung.
Mit Ausbruch des Ersten Weltkrieges kam das Regiment an die Front, wo Gallenkamp am 4. Oktober 1914 verwundet wurde. Bereits einen Monat später war er wieder dienstfähig und kehrte zu seinem Regiment zurück. Am 25. Februar 1915 erfolgte die Beförderung zum Oberleutnant und als solcher wurde er am 27. Juli 1916 Batterieführer. Man kommandierte Gallenkamp ab 2. August 1916 zur Dienststellung bei der Gruppe Kreewel und ernannte ihn zwei Wochen später zum Regimentsadjutant des Feldartillerie-Regiments Nr. 259. Für fünf Monate war er im Stab der 105. Division tätig, absolvierte einen Übungskursus in Mitau und wurde am 21. April 1917 in den Generalstab der 84. Infanterie-Division versetzt. Für sein Wirken während des Krieges hatte man ihn mit beiden Klassen des Eisernen Kreuzes, dem Hamburger Hanseatenkreuz sowie dem Verwundetenabzeichen in Schwarz ausgezeichnet.
Nach dem Krieg wurde er in die Reichswehr übernommen und diente im Reichswehrministerium und Truppenamt. In der Wehrmacht war er ebenfalls in verschiedenen Truppenteilen und Generalstäben tätig. Als Generalstabschef vom III. Armeekorps nahm er am Überfall auf Polen teil. Im September 1939 wurde er Kommandeur der 78. Infanterie-Division und nahm mit ihr am Westfeldzug und am Krieg gegen die Sowjetunion teil. Seit November 1941 war er in der Führerreserve, erhielt am 19. November 1941 das Ritterkreuz des Eisernen Kreuzes und wurde im Frühjahr 1942 zum Kommandierenden General des LXXX. Armeekorps ernannt. Im August 1944 wurde er abgelöst und kam wieder in die Führerreserve. Gallenkamp geriet am 12. April 1945 in Kriegsgefangenschaft und musste sich später für begangene Kriegsverbrechen verantworten.
1947 wurde Gallenkamp von einem britischen Militärgericht wegen Kriegsverbrechen an britischen Fallschirmjägern und an einem amerikanischen Piloten zum Tode durch Erhängen verurteilt. Anfang Juli 1944 waren 36 uniformierte britische Fallschirmjäger bei Verrières, Département Vienne gefangen genommen worden. Der Verantwortliche für die Militäraktion war Gallenkamp. Der OB West war mit der Gefangennahme allein nicht zufrieden und bestand wegen des Kommandobefehls auf der Hinrichtung der Briten. Sein Todesurteil wurde später in eine lebenslange Haft umgewandelt. Bereits 1952 wurde er vorzeitig aus der Haft entlassen.

### Familie
Er war Schwager von Kurt von Tippelskirch.